# アーガー・ハーン3世

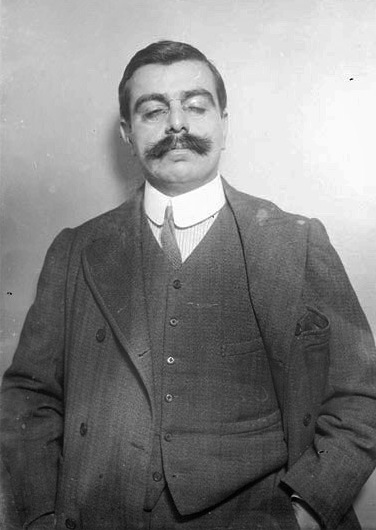
アーガー・ハーン3世

ソルターン・モハンマド・シャー・ホセイニー・アーガー・ハーン3世（ペルシア語: سلطان محمد شاه الحسینی آقاخان Soltān Mohammad Shāh al-Hoseynī Āqā Khān III, 1877年11月2日 - 1957年7月11日）は、イスラム教イスマーイール派の分派ニザール派のホージャー派イマームで政治家・実業家。イギリス領インド帝国（現パキスタン領）のカラーチー出身。日本では英語発音に近いアガ・カーンとも表記される。

## 略歴
1885年に亡父アーガー・ハーン2世の後を継ぎ70年強にわたってニザール派を指導、インド・中央アジア・東アフリカなどに散在するニザール派の再結集と組織化に努め、今日に至る富とネットワークを築き上げた。また女性の地位向上などイスラームの近代化を志向するイスラーム改革主義者でもあった。そのヨーロッパ的教養を背景として、宗主国のイギリス王室をはじめとするヨーロッパ上流社会で交流を深め、イギリス・インド政庁と深い関係を築いた。
全インド・ムスリム連盟の設立にも携わるなど活発に政治的活動を展開、イスラーム社会の指導者の一人として国際政治でも大きな影響力を持ったが、その立場は一貫して親英的であった。1934年にはイギリス枢密院に入り、1937年には国際連盟の議長も務めた。
アーガー・ハーン3世の廟は、夫人の願いによりエジプトのアスワンに建てられた。

## 生い立ち[2]
アーガー・ハーン3世の祖父ハサン・アリー・シャー・アーガー・ハーン1世は、1881年4月にボンベイ(現ムンバイ)で死去。その後、アーカー・アリー・シャー・アーガー・ハーン2世が第47代イマームに即位したものの、わずか4年後、1885年8月にプーナ(現プネー)で死去。ソルターン・モハンマド・シャーは8歳にして、アーガー・ハーン3世として、ボンベイの即位式第48代イマームの座に就いた。それから72年間、1957年ジュネーヴで死去するまでイマームとして在位していた。
1885から1895年まで、彼は毎年、11から4月はボンベイで、4から5月はマハーバレーシュワルで、6から10月はプーナで過ごしていた。
イマームに即位したとき、彼は幼かったため、彼の母シャムス・ウル・ムルクが、ホージャー派を影で指導していた。また、彼の父方のおじアーカー・ジャンギー・シャーが、彼を保護者として支えていた。アーガー・ハーン3世は家庭教師から教育を受け、一度も学校などの機関で学ぶことはなかった。自由時間はほとんどなく、イマームとしての公務と授業に追われていた。その結果、極度のストレスにさらされ、この頃から、家庭教師をはじめとする周囲を取り巻く人々に憎しみを覚えるようになった。後に、この憎しみが十二イマーム派に対するものへと繋がったとされている。
1895年10月に、彼は北インドを旅行した。アーグラー、デリー、ラーホールにあるムスリム文化を目の当たりにして感銘を受ける。なかでも、アリーガル大学を訪れたときは、かなりの衝撃を受けた。この時、彼はサイイド・アフマド・ハーン、ムフスィヌル・ムルクに会っている。
1898年に、彼は初めてヨーロッパを訪れ、その素晴らしさに感銘を受けた。この経験が、彼の親英的態度を支えたとされている。その1年後、彼は東アフリカのニザール派を訪れ、十二イマーム派との訣別を宣言した。

## 政界への参入[2]
1900年代になると、彼はインドの政治に関わり始める。それにあたって、アーガー・ハーン3世は今までの並外れた贅沢な暮らしから離れ、一般の上・中流階級の様な暮らしを始めた。少しでも庶民の気持を知ろうとする彼なりの選択であった。
1906年10月1日に35人の派遣団を率いる団長として、シムラーのミントー総督に謁見し、ムスリムの権利を主張したことは有名である。
1908年3月18から19日にアリーガルで開かれたムスリム連盟第1回継続会議で、常任議長に選出された。
1928年末に全インド・ムスリム協議会が結成され、議長に就任した。
1931から1932年にロンドン円卓会議が開かれ、インド人代表の一人として参加した。
1932年に、世界軍縮会議にインド代表として参加した。1937年に、インド人として初の国際連盟議長となった。それまでに、国際連盟の英領インド代表団長に4回就任している。
その後、アーガー・ハーン3世は東アフリカのムスリムの発展に力を注いだ。さらに、ジュネーブに移住した。
パキスタン建国後、アーガー・ハーン3世はジンナーに賛辞を呈した。インド・ムスリムにパキスタンの栄光に貢献し、他の地域に住むムスリムを援助するよう呼びかけている。

## 「南アジア連邦(the South Asiatic Federation)[3]」の提案
1918年5月に出版された『過渡期のインド(India in Transition)』には、彼なりの見解が細かく明記されている。この文献では、社会体制、教育、軍隊、女性の地位だけでなく、他国で実施されている政策にまで言及されている。その中で、彼はインドを中心に据え、中央アジアから東南アジアにまで広範囲に渡る「南アジア連邦(the South Asiatic Federation) 」構想を提案している。この連邦を実現するために、まずはインド国内の州を再編成するべきだと主張していたのである。既存する州は、民族や言語を基本に再構成し、自治権を持たせることを前提としている。州の統合について、既に以下の詳細な構想があった。これほど明確に州の再編成を打ち出したのは、アーガー・ハーン3世が初めてであった。
1. 民族的に独特なビルマは、分割しない。
2. ベンガル州は、適当な大きさなのでそのままにする。
3. ビハール州は、中央州の幾つかの県を吸収する。
4. 連合州の西部諸県の2、3県は、その隣接性から1つのパンジャーブ州に併合する。
5. 連合州は、中央州からナーグプル地域を選び取り、以前はアーグラー州にあったヒンディー語県を吸収する。
6. スィンド州とボンベイを切り離す。中央州消滅に伴って、マラーティー語地域は、自然にボンベイ州に併合する。
7. 北西辺境州とバルーチスターン州、スィンドは、1つのインダス州を形成し、州都はクウェッタに置く。
8. マドラス州の北西諸県は、その特徴からドラヴィダ地域よりも、ベルガウム地域と北カナラ地域(両地域ともボンベイ州内)に近いのでボンベイに統合する。
9. アフガニスタンを、南アジア連邦に加入させる。アッサム州はさておき、主要な8州が設置されるべきである

## サラブレッド馬主・生産者としてのアーガー・ハーン3世
アーガー・ハーン3世はサラブレッド競走馬のオーナーおよび生産者として、歴史的な影響力の非常に高い人物でもある。1904年に馬産界の泰斗であるウィリアム・ホール・ウォーカーを知り、同氏の勧めにより第一次世界大戦後に本格的にイギリスでの競馬活動をスタートした。
当時のダービー卿の調教師であるジョージ・ラムトン調教師と、当時の一流の血統評論家であるヴィリエ中佐をアドバイザーとして、1921年以降の競り市で多くの高価な幼駒および繁殖牝馬を買い集め、オーナーとしての最初の10年のうちに4回のリーディングを獲得する大成功を収めた。このうち1922年に購買した牝馬ムムタズマハル（Mumtaz Mahal）は、2歳牝馬として驚異的なスピードを示し "Flying Filly" と呼ばれる活躍を遂げたが、繁殖入りしてからもその子孫からマームード、ナスルーラ、ロイヤルチャージャーなどを輩出し、現在のサラブレッド血統の多くにその血を残している。
配合としてはスピードを重視しており、スタミナに優れるブランドフォード系の繁殖牝馬とスピードに優れるファラリス系の種牡馬の組み合わせを理想的と語っていたといわれている。しかし、これはヴィリエ中佐の受け売りであるとされており、イギリスのジャーナリスト、研究家からも成功にはヴィリエ中佐の存在が大きいと強調されている。
また功績として自己が所有していた馬を高額で買い取りたいとの申し出には気前よく応じておりマームード、ナスルーラ、バーラムといった名だたる名馬が海を渡っている。これによりアメリカの血統レベルが大幅に向上され、その後のアメリカの馬が欧州を席巻する要因にもなっている。
エプソムダービーでは5頭の所有馬が勝利しているが、そのうちで最強だったのは、無敗で三冠馬となったバーラム（Bahram）である。また、リーディングオーナーを13回、リーディングブリーダーを9回獲得するという記録を残している。サラブレッド生産事業は息子のアリ・ハーンに引き継がれ、その後3世とアリが1957年に相次いで亡くなると一時中断されたが、後継者のアーガー・ハーン4世は後にサラブレッド馬産を本格的に再開し、現在に至るまで有力な生産者としてフランス・アイルランドを中心に活躍している。
所有馬は日本の馬産にも大きな影響を与えており、セフトやヒンドスタンが種牡馬として日本に輸入されリーディングサイアーを獲得し、幾多の名馬を送り出している。